# Richard Mohr
Richard Frédéric Mohr (Le Havre, 26 gennaio 1879 – Cappy, 17 maggio 1918) è stato uno schermidore francese, vincitore di una medaglia d'oro nella scherma ai giochi intermedi di Atene del 1906 (non riconosciuti dal CIO).